# الكويت في الألعاب الأولمبية الصيفية
شاركت دولة الكويت في الألعاب الأولمبية الصيفية لأول مرة في أولمبياد عام 1968 في المكسيك، ومنذ تلك البطولة وحتى الآن والكويت من الدول المنتظمة في المشاركة في الألعاب الأولمبية الصيفية.

## إحصائية الميداليات

### حسب البطولة
| الألعاب            | المشاركون                                                   | الذهبية                                                     | الفضية                                                      | البرونزية                                                   | المجموع                                                     | المركز                                                      |
| 1968 مدينة مكسيكو  | 2                                                           | 0                                                           | 0                                                           | 0                                                           | 0                                                           | -                                                           |
| 1972 ميونخ         | 4                                                           | 0                                                           | 0                                                           | 0                                                           | 0                                                           | -                                                           |
| 1976 مونتريال      | 15                                                          | 0                                                           | 0                                                           | 0                                                           | 0                                                           | -                                                           |
| 1980 موسكو         | 56                                                          | 0                                                           | 0                                                           | 0                                                           | 0                                                           | -                                                           |
| 1984 لوس أنجلوس    | 23                                                          | 0                                                           | 0                                                           | 0                                                           | 0                                                           | -                                                           |
| 1988 سول           | 25                                                          | 0                                                           | 0                                                           | 0                                                           | 0                                                           | -                                                           |
| 1992 برشلونة       | 32                                                          | 0                                                           | 0                                                           | 0                                                           | 0                                                           | -                                                           |
| 1996 اتلانتا       | 25                                                          | 0                                                           | 0                                                           | 0                                                           | 0                                                           | -                                                           |
| 2000 سيدني         | 29                                                          | 0                                                           | 0                                                           | 1                                                           | 1                                                           | 71                                                          |
| 2004 أثينا         | 11                                                          | 0                                                           | 0                                                           | 0                                                           | 0                                                           | -                                                           |
| 2008 بكين          | 8                                                           | 0                                                           | 0                                                           | 0                                                           | 0                                                           | -                                                           |
| 2012 لندن          | 10                                                          | 0                                                           | 0                                                           | 1                                                           | 1                                                           | 79                                                          |
| 2016 ريو دي جانيرو | شارك اللاعبون باسم الرياضيون المستقلون في الألعاب الأولمبية | شارك اللاعبون باسم الرياضيون المستقلون في الألعاب الأولمبية | شارك اللاعبون باسم الرياضيون المستقلون في الألعاب الأولمبية | شارك اللاعبون باسم الرياضيون المستقلون في الألعاب الأولمبية | شارك اللاعبون باسم الرياضيون المستقلون في الألعاب الأولمبية | شارك اللاعبون باسم الرياضيون المستقلون في الألعاب الأولمبية |
| 2020 طوكيو         | 11                                                          | 0                                                           | 0                                                           | 1                                                           | 1                                                           |                                                             |
| المجموع الكلي      | المجموع الكلي                                               | 0                                                           | 0                                                           | 2                                                           | 2                                                           | 138                                                         |

أنظر: جدول ميداليات الألعاب الأولمبية الصيفية 2020

### حسب الرياضة
*   البلد المضيف (مضيف)
| الرياضة | ذهبية | فضية | برونزية | المجموع |
| ------- | ----- | ---- | ------- | ------- |
| الرماية | 0     | 0    | 3       | 3       |
| المجموع | 0     | 0    | 3       | 3       |

### الميداليات مجتمعة
| رمزالفرق المشاركة                                         | عدد المنافسات | الأول | الثاني | الثالث | المجموع |
| --------------------------------------------------------- | ------------- | ----- | ------ | ------ | ------- |
| الكويت (KUW)                                              | 12            | 0     | 0      | 3      | 3       |
| الرياضيون الأولمبيون المستقلون في الألعاب الأولمبية (IOA) | 1             | 1     | 0      | 1      | 2       |
| المجموع الكلي                                             | 13            | 1     | 0      | 4      | 5       |

## الإحصائيات
| الميدالية | الفائز           | النسخة     | الرياضة | المنافسة |
| --------- | ---------------- | ---------- | ------- | -------- |
| برونزية   | فهيد الديحاني    | 2000 سيدني | الرماية | دبل تراب |
| برونزية   | فهيد الديحاني    | 2012 لندن  | الرماية | التراب   |
| برونزية   | عبد الله الرشيدي | 2020 طوكيو | الرماية | السكيت   |

## الألعاب الأولمبية الصيفية 1968
شاركت الكويت في هذه البطولة، ولكنها لم تحقق أي نتيجة تذكر.

## الألعاب الأولمبية الصيفية 1972
شاركت الكويت في ألعاب القوى والسباحة، وقد شارك العداء يونس ربيع في سباق 100 متر رجال وحقق رقم 11,20 جزء من الثانية وخرج من الدور التمهيدي، وفي سباق 100 متر تتابع شارك كل من العدائين عبد العزيز عبد الكريم ومالك مرضي ومحمد مبارك ويونس ربيع، ولكنهم خرجوا من الدور التمهيدي.
و في السباحة شارك السباح عبد الله ذياب في سباق 100 متر للسباحة الحرة، وقطع المسافة بدقيقة واحدة وثلاثة ثوان وأربع وتسعين جزء من الثانية، ولكن خرج من الدور التمهيدي، وفي سباق 200 متر للسباحة الحرة شارك السباح فوزي الرحمة، وحقق رقم دقيقتين وثلاثة وثلاثين ثانية وخمسة وسبعين جزء من الثانية، وخرج من الدور التمهيدي.

## الألعاب الأولمبية الصيفية 1976
شاركت الكويت في ألعاب القوى، وقد شارك العداء عبد اللطيف عباس هاشم في سباق 400 متر، وقد قطع المسافة في زمن 53,06 ثانية وخرج من الدور التمهيدي، وقد سباق 400 متر تتابع، شارك العدائين عبد العزيز عبد الكريم وعبد الكريم العوض وإبراهيم الربيع وعبد اللطيف عباس هاشم، وقطعوا المسافة بزمن قدره 41,61 ثانية ولكنهم خرجوا من الدور التمهيدي.

## الألعاب الأولمبية الصيفية 1980
شاركت الكويت في لعبات كرة القدم وكرة اليد والسباحة والغطس.
و في كرة القدم، استطاع منتخب الكويت لكرة القدم بأن يتغلب على منتخب نيجيريا لكرة القدم 3-1 وتعادل مع منتخب كولومبيا لكرة القدم 1-1 وتعادل مع منتخب تشيكوسلوفاكيا لكرة القدم 1-1، وتأهل إلى الدور الربع نهائي، إلا أنه لعب أمام منتخب الاتحاد السوفييتي لكرة القدم مستضيف البطولة، وخسر أمامه بهدفين مقابل هدف.
و في كرة اليد، خسر منتخب الكويت لكرة اليد أمام منتخب رومانيا لكرة اليد 32-12 وخسر أمام منتخب الإتحاد السوفييتي لكرة اليد 38-11 وخسر أمام منتخب سويسرا لكرة اليد 32-14 وخسر أمام منتخب يوغسلافيا لكرة اليد 44-10 وخسر أمام منتخب الجزائر لكرة اليد 30-17، ولعب مباراة تحديد المركزين الثاني عشر والحادي عشر، وخسر أمام منتخب كوبا لكرة اليد 32-23.
في الغطس شارك الغطاس الكويتي عبد الله، وحقق 326,34 نقطة وحصل على المركز ال23 وخرج من الدور التمهيدي.
و في السباحة، شارك السباح أدهم حمدان في سباق 100 متر للسباحة الحرة، وقطع المسافة ب53 ثانية، وخرج من الدور التمهيدي، وشارك في سباق 200 متر للسباحة الحرة وقطع المسافة ب2,07,51 دقيقة وخرج من الدور التمهيدي أيضا.

## الألعاب الأولمبية الصيفية 1984
شاركت الكويت في أولمبياد عام 1984 بخمسة ألعاب وهي السباحة والغطس وألعاب القوى والجودو والمبارزة.
في السباحة، شارك خالد العساف بسباق 100 متر للسباحة الحرة، وخرج من الدور التمهيدي، وفي سباق 100 متر لسباحة الصدر شارك أحمد الهدهود واسحق أتش وخرجا من الدور التمهيدي، وفي سباق 200 متر لسباحة الصدر خرج أحمد الهدهود من الدور التمهيدي، وفي سباق 100 متر لسباحة الفراشة، خرج فيصل مرزوق وعادل الغيث من الدور التمهيدي.

## الألعاب الأولمبية الصيفية 1988
شاركت الكويت في هذه الألعاب في سبعة رياضات، وهي ألعاب القوى والسباحة والجودو والتجديف والتايكوندو والمبارزة والملاكمة.
و في ألعاب القوى، شارك غانم مبروك في مسابقة رمي الرمح وخرج من الدور التمهيدي، وفي مسابقة دفع الجلة، شارك محمد الزنكوي وخرج من الدور التمهيدي، وفي مسابقة رمي المطرقة شارك وليد البخيت وخرج من الدور التمهيدي.
و في الملاكمة، شارك حسين المطيري في وزن أقل من 51 كيلو غرام، وتأهل إلى الدور الثاني بحكم القرعة، والتقى مع ألفريد كوتي من غانا وخسر، وشارك سعيد المويزري في وزن أقل من 54 كيلو غرام وخرج من الياباني كاتسيوكي ماتسيوشيما، وفي مسابقة وزن 91 كيلو غرام، خرج علي البلوشي أمام السوفييتي أليكساندر ميروتشينكينكو.
و في السباحة، شارك حسن الشمري في سباق 50 متر سباحة حرة، وخرج من الدور التمهيدي، وشارك أيضا في سباق 100 متر للسباحة الحرة، وخرج من الدور التهميدي، وفي سباق 200 متر لسباحة الفراشة شارك سلطان العتيبي وخرج من الدور التمهيدي، وشارك في سباق 200 متر الفردي وخرج من الدور التمهيدي وشارك في سباق 400 متر الفردي وخرج من الدور التمهيدي.

## الألعاب الأولمبية الصيفية 1992
شاركت الكويت في أولمبياد برشلونة في سنة 1992، وقد شارك في كرة القدم وألعاب القوى.
و في ألعاب القوى، شارك زايد الخضر في سباق 110 أمتار للحواجز وخرج من الدور التمهيدي، وفي سباق القفزة الثلاثية شارك مرزوق اليوحة وخرج من الدور التمهيدي، وفي رمي الرمح خرج غانم مبروك من الدور التمهيدي، وفي رمي المطرقة خرج وليد البخيت من الدور التمهيدي.
و في كرة القدم، لعب منتخب الكويت لكرة القدم مباراته الأولى أمام منتخب بولندا لكرة القدم وخسرها بهدفين مقابل لا شيء، وفي المباراة الثانية خسر أمام منتخب الولايات المتحدة لكرة القدم بثلاثة أهداف مقابل هدف، وقد سجل الهدف علي مروي، وفي المباراة الثالثة خسر أمام منتخب إيطاليا لكرة القدم بهدف مقابل لا شيء ليخرج من دور المجموعات.

## الألعاب الأولمبية الصيفية 1996
شاركت الكويت في ألعاب أتلانتا في الولايات المتحدة الأمريكية في عام 1996، ولم يتم تحقيق نتائج تذكر.

## الألعاب الأولمبية الصيفية 2000
لعل هذه البطولة تعتبر أنجح بطولة في تاريخ مشاركات الكويت في الألعاب الأولمبية الصيفية، حيث استطاعت بالفوز بأول ميدالية أولمبية في تاريخها وقد كانت في لعبت الرماية، وقد شاركت الكويت في ألعاب القوى والرماية والسباحة وكرة القدم.
و في ألعاب القوى، خرج فوزي دهش من الدور التمهيدي لسباق 400 متر، وخرج منتخب الكويت من سباق 400 متر تتابع وقد شارك في الفريق كل من فوزي دهش ومساعد العازمي وبدر الفليج ومشعل الحربي.
و في كرة القدم، لعب منتخب الكويت لكرة القدم أمام منتخب الكاميرون لكرة القدم وخسر أمامه بهدفين مقابل ثلاثة أهداف، وقد سجل هدفي الكويت خلف السلامة وجمال مبارك وفي المباراة الثانية فاز منتخب الكويت لكرة القدم على منتخب التشيك لكرة القدم بثلاثة أهداف مقابل هدفين، وقد سجل أهداف الكويت خلف السلامة وفرج لهيب هدفين، وخسر في المباراة الأخيرة أمام منتخب الولايات المتحدة لكرة القدم بثلاثة أهداف مقابل هدف، وقد سجل الهدف بدر الشمري.
و في السباحة، خرج فيصل المحميد من الدور التمهيدي لسباق 100 متر لسباحة الظهر، وخرج سلطان العتيبي من سباق 200 متر للفردي.
و في الرماية، استطاع فهيد الديحاني بأن يحرز أول ميدالية أولمبية للكويت بعد حصوله على المركز الثالث في مسابقة الرماية الدبل تراب.

## الألعاب الأولمبية الصيفية 2004
شاركت في هذه الألعاب أول مرأة كويتية في تاريخ الألعاب الأولمبية، وقد شاركت الكويت في ألعاب القوى والجودو.
وفي ألعاب القوى، شاركت دانة النصر الله في سباق 100 متر، وخرجت من الدور التمهيدي، وفي سباق 400 متر شارك فوزي دهش وخرج من الدور التمهيدي، وفي سباق 800 شارك محمد العازمي وخرج من الدور التمهيدي، وفي سباق 1500 متر خرج بشير إبراهيم من الدور التمهيدي، وفي مسباقة رمي المطرقة شارك علي الزنكوي وخرج من الدور التمهيدي.
و في الجودو شارك ماجد العلي، وخرج من الدور 32.

## الألعاب الأولمبية الصيفية 2008
شاركت الكويت في ألعاب القوى والجودو والرماية والسباحة وتنس الطاولة.
وفي ألعاب القوى، شارك محمد العازمي في سباق 80 متر، وخرج من الدور نصف النهائي، وفي رمي المطرقة شارك علي الزنكوي وخرج في الدور قبل النهائي. وفي الجودو، شارك طلال العنزي من الدور 32. وفي الرماية، شارك كلاً من عبد الله الرشيدي وزيد المطيري وناصر المقلد، وخرجوا جميعاً من التصفيات. وفي السباحة شارك محمد مدوة في سباق 50 متر وخرج من الدور قبل نصف النهائي. وفي تنس الطاولة شارك إبراهيم الحسن في فردي الرجال وخرج من الدور التمهيدي.

## الألعاب الأولمبية الصيفية 2012
شاركت الكويت في ألعاب القوى والسباحة والرماية وتنس طاولة.
وفي ألعاب القوى، شارك فواز الشمري ومحمد العازمي في سباق 110 متر و800 متر على التوالي، وخرجا من الدور قبل نصف النهائي، وفي رمي المطرقة شارك علي الزنكوي وخرج من الدور قبل النهائي. وفي الرماية، شارك أربعة رماة منهم رامية، وهم فهيد الديحاني وعبد الله الرشيدي وطلال الرشيدي ومريم ارزوقي. وحصل فهيد الديحاني على برونزية الرماية والمركز الرابع في الرمي المزدوج. وخرج البقيّة من الدور قبل النهائي. وفي السباحة شارك سباحان وهما يوسف العسكري وفي السلطان، في سباق 200 متر و50 متر على التوالي. وخرجا من الدور قبل النهائي. وفي تنس الطاولة شارك إبراهيم الحسن في فردي الرجال وخرج من الدور الأول.

## الألعاب الأولمبية الصيفية 2016
لم تُشارك الكويت بصفتها الرسمية بسبب بسبب إيقاف اللجنة الأولمبية الكويتية من قبل اللجنة الأولمبية الدولية للمرة الثانية خلال خمس سنوات بسبب التدخلات الحكومية فيها، حيث شارك اللاعبين الكويتيين تحت راية العلم الأولمبي. واستطاع فهيد الديحاني حصد الميدالية الذهبية في الرماية المزدوجة (دبل تراب) واستطاع العبد الله الرشيدي حصد الميدالية البرونزية في رماية السكيت للرجال. كما شارك اللاعبون الكويتيون في المبارزة والرماية والسباحة.

## الألعاب الأولمبية الصيفية 2020
عادت الكويت لتشارك بصفتها الرسمية بعد أن تنافس اللاعبين الكويتيين تحت راية اللجنة الأوليمبية في البرازيل,كانت البعثة الكويتية تتألف من 8 متسابقين في منافسات ألعاب القوي والكاراتيه والتجديف والسباحة والرماية وشاركت لاعبتين في مسابقات ألعاب القوي و السباحة.
وأحرز عبد الله الرشيدي الميدالية البرونزية في رماي السكيت للرجال.

## الألعاب الأولمبية الصيفية 2024
شاركت الكويت في مسابقة الألعاب الأولمبية الصيفية 2024 في مدينه باريس، فرنسا. كانت البعثة الكويتية تتألف من 9 متسابقين في منافسات المضمار والميدان والمبارزة والتجديف والسباحة والرماية والإبحار وشاركت 3 لاعبات في عدة مسابقات السباحة والتجديف والإبحار و المضمار والميدان.